# Tom Wopat
Tom Wopat (Lodi, Wisconsin, 9 september 1951) is een Amerikaans acteur, vooral bekend geworden als Luke Duke uit The Dukes of Hazzard. Daarnaast speelde hij gastrollen in onder meer Fantasy Island, Cybill, Murder, She Wrote en Smallville.
Op 27 oktober 1984 trouwde hij met Vickie Allen, maar ze zijn inmiddels gescheiden.
Hij speelde vaak in toneelstukken, waaronder op Broadway.
In 2018 werd hij veroordeeld tot een proeftijd van een jaar, hij heeft zich schuldig gemaakt aan het betasten en lastigvallen van twee vrouwelijke castleden van een musical waarin hij speelde.

## Filmografie
- Lovestruck: The Musical (2013) - Ryan (televisiefilm)
- Django Unchained (2012) - U.S. Marshal Gill Tatum
- Longmire (2012) - Sheriff Jim Wilkins (televisieserie)
- Blue Bloods (2012) - Craig Iverson
- Mariachi Gringo (2012) - Ron
- A Gifted Man (2011) - Len Hall (televisieserie)
- Main Street (2010) - Frank
- Medium (2010) - Sheriff Gillery (televisieserie)
- Jonah Hex (2010) - Colonel Slocum
- Phineas and Ferb (2010) - Wilkins Brother (2) (televisieserie)
- Taking Chance (2009) - John Phelps
- The Understudy (2008) - Detective Jones
- The Hive (Televisiefilm, 2008) - Bill
- Taking Chance (Televisiefilm, 2008) - Mr. Phelps (televisiefilm)
- The History of Wisconsin Football (DVD, 2007) - Rol onbekend (Stem)
- Bonneville (2006) - Arlo
- Standoff televisieserie - Rick Keesler (Afl., Pilot, 2006)
- Smallville televisieserie - Senator Jack Jennings (Afl., Exposed, 2005)
- The Dukes of Hazzard: Return of the General Lee (Videogame, 2004) - Luke Duke (Stem)
- All My Children televisieserie - Hank Pelham (Afl. onbekend, 2001-2002)
- 100 Centre Street televisieserie - Hanley Rand (Afl., Lost Causes, 2001)
- The Dukes of Hazzard: Hazzard in Hollywood (televisiefilm, 2000) - Luke Duke
- The Dukes of Hazzard: Racing for Home (Videogame, 1999) - Little Duke (Stem)
- Meteorites! (televisiefilm, 1998) - Tom Johnson
- Home Improvement televisieserie - Ian (Afl., Jill's Passion, 1997|Taking Jill for Granite, 1998)
- The Dukes of Hazzard: Reunion! (televisiefilm, 1997) - Luke Duke)
- Crisis Center televisieserie - Chuck Goodman (Afl., Someone to Watch Over Me, 1997)
- Contagious (televisiefilm, 1997) - Sam
- Murder, She Wrote televisieserie - Bill Dawson (Afl., Kendo Killing, 1996)
- Cybill televisieserie - Jeff Robbins (Afl., Virgin, Mother, Crone,  1995|The Last Temptation of Cybill, 1996)
- Just My Imagination (televisiefilm, 1992) - Bobby Rex and J Rolling
- A Peaceable, Kingdom televisieserie - Dr. Jed McFadden (12 afl., 1989)
- Blue Skies televisieserie - Frank Cobb (1988)
- Christmas Comes to Willow Creek (televisiefilm, 1987) - Pete
- The Dukes of Hazzard televisieserie - Luke Duke (128 afl., 1979-1985)
- Burning Rage (televisiefilm, 1984) - Tom Silver
- Story, Songs and Stars (1984) - Rol onbekend
- The Dukes televisieserie - Luke Duke (Stem, 1983)
- Fantasy televisieserie - Rol onbekend (1982-1983)
- Fantasy Island televisieserie - David Chilton (Afl., Flying Aces/The Mermaid Returns, 1980)